# 奈良育英中学校・高等学校
奈良育英中学校・高等学校（ならいくえいちゅうがっこう・こうとうがっこう）は、奈良県奈良市法蓮町に所在する、中高一貫教育を実施する併設型の私立中高一貫校。

## 概要
高等学校においては、中学校から入学した内部進学の生徒と、高等学校から入学した外部進学の生徒とを第1学年から混合してクラスを編成する、併設型中高一貫教育校（内外混合クラス）。男女共学校で、ユネスコスクールのキャンディデート校。大学と積極的に連携し、高校生が大学の教育研究に触れることのできる取組を行っており、13大学と連携協定を締結している。

### 建学の精神
- 完全なる人格の育成 - 偉い人になるよりは、まず誠の人として生きよう[1]

### 教育方針

#### 育英誓願
学園の理想の人間教育の目的を達する為に、1946年（昭和21年）に前理事長の藤井長治と当時の全職員と共に作り上げた「育英誓願」を教育方針とする。

私たちは常に意を誠にし

完全の道を篤く信じ

世界四聖の心を慕い

問学修行に精を尽くし

家を敬愛し国を敬愛し

凡ての隣を敬愛して

万事に完全を期せんことを

誓願いたします

## 沿革

### 年表
- 1916年（大正5年）- 藤井高蔵､ショウ夫妻､奈良市花芝町に､私立育英女学校を創立。
- 1923年6月 - 現校地（法蓮キャンパス）に校舎を新築移転し、奈良育英高等女学校を設立（育英女学校は､奈良育英裁縫女学校､奈良育英実践女学校と改称､昭和18年まで上記に併設）
- 1928年（昭和3年）9月 - 講堂を移築・完成。
- 1944年 - 藤井家の寄附により、設立者を財団法人奈良育英高等女学校とする。理事長に藤井隆一が就任。
- 1945年 - 藤井隆一理事長・校長が死去。理事長・校長に藤井長治が就任。
- 1947年 - 学制改革により奈良育英中学校（男女共学）を併設。
- 1948年 - 奈良育英高等学校（男女共学）を新設し、奈良育英高等女学校を統合、廃止。
- 1951年 - 設立者を学校法人奈良育英学園とする。
- 1966年10月14日 - 創立五十周年を迎え、記念式典を挙行。
- 1995年 - 理事長に藤井宣夫が就任。
- 2005年（平成17年）5月 - 創立 100 周年の記念事業の初めとして、新プール棟が完成。
- 2016年 - 創立100周年。
- 2023年（令和5年）- 学園創立100周年記念室開設。

## 基礎データ

### 所在地
- 奈良県奈良市法蓮町1000番地

### アクセス
- 奈良交通バス「育英学園」バス停より西へ約25m（徒歩約1分）
- 近鉄奈良線「近鉄奈良駅」より北北西へ約800m（徒歩約12分）
- JR大和路線／奈良線／万葉まほろば線「奈良駅」より北北東へ約1.5km（徒歩約20分）

## 設置する課程、学科、コース

### 奈良育英高等学校
- 全日制
  - 普通科
    - 選抜コース - 約180名（募集人員60名）
    - 国際理解Gコース - 約60名（募集人員20名）
    - 高大連携Sコース - 約240名（募集人者80名）
    - 総合進学コース - 約360名（募集人員120名）

全日制課程普通科にはコース制が導入されており、上記のコースが設置されている。

### 奈良育英中学校
- 男女 - 約180名（募集人員約60名）

奈良育英中学校にはコース制は導入されていない。

## 学校行事
- 4月 - 入学式、中1・高1宿泊研修
- 6月上旬 - 体育祭（高校）球技大会（中学）
- 9月 - 文化祭
- 10月 - 体育祭（中学）
- 12月 - 高3自由登校（10日）、中3自由登校（10日）
- 1月 - 中学入学試験（17日〜19日）
- 2月 - 高校入学試験（6日）、高校卒業式（20日）
- 3月 - 中学卒業式（20日）、終業式（20日）

## 中高関係者と組織

### 中高関係者組織
- 奈良育英学園英会（） - 奈良育英学園の卒業生による同窓会組織。
- 奈良育英中学校・高等学校PTA - 父母（保護者）と教師の会組織。

## 対外関係

### 高大連携
下記大学との連携協定等を締結している。
- 関西大学 - 2006年7月27日、高大接続を通じて連携協力し、互いの教育理念の実現と教育体制を発展充実させる為、高大接続パイロット校推薦入学制度を締結。
- 帝塚山大学 - 2007年5月8日、高大連携を通じて教育の交流と相互発展を目的とした協定書を締結締結。
- 立命館大学 - 2007年6月29日、相互の教育の充実･発展を図ることを目的として、交流協力協定を締結。
- 近畿大学 - 2007年7月13日、「21世紀教育連携パートナーシップ協定」を締結。
- 龍谷大学 - 2008年3月19日、高大連携に関する包括協定を締結。
- 畿央大学 - 2011年3月28日、高大連携を目的とした協定書を締結。
- 摂南大学 - 2012年7月3日、相互の教育内容の充実と、生徒および学生の資質向上を図ることを目的に、高大連携に関する協定を締結。
- 大阪電気通信大学 - 2013年7月2日、特別連携に関する協定を締結。
- 梅花女子大学 - 2015年5月14日、相互の教育の充実・発展に資することを目的に、教育連携に関する協定を締結。
- 天理大学 - 2017年4月23日、相互の教育の充実・発展に資することを目的に、教育連携に関する協定を締結。
- 京都外国語大学 - 2019年11月11日、特にグローバルな視点での相互の教育の充実・発展に資することを目的に、高大連携に関する協定を締結。
- 四天王寺大学 - 2020年1月14日、相互の教育の充実・発展に資することを目的に、高大連携に関する協定を締結。
- 京都女子大学 - 2013年2月20日締結。

### 姉妹校・兄弟校
- 育英西中学校・高等学校
- 奈良育英グローバル小学校
- 奈良育英幼稚園